# Liste der Stolpersteine in Syke
In der Liste der Stolpersteine in Syke werden alle vorhandenen Stolpersteine aufgeführt, die im Rahmen des Projektes Stolpersteine des Künstlers Gunter Demnig in der Stadt Syke im niedersächsischen Landkreis Diepholz verlegt worden sind. Am 11. Juni 2006, am 18. April 2007 und am 7. November 2011 wurden auf Initiative des „Arbeitskreises 9. November“ insgesamt 21 Stolpersteine an sieben Plätzen in der Syker Kernstadt verlegt.

## Verlegte Stolpersteine
| Bild | Person / Inschrift | Adresse                   | Verlegedatum | Weitere Informationen |
| ---- | --- | ------------------------- | --- | --- |
|      | Hier wohnte / Siegfried Grünberg / Jg. 1898 / deportiert 1941 / Minsk / ermordet ----------------------------------------------------------- Hier wohnte / Berta Grünberg / Jg. 1900 / deportiert 1941 / Riga / ermordet in / Stutthof | Bremer Weg 9 (Lage)       | 2007-04-19 --------------------- 2011-11-07 | Siegfried Grünberg; Beruf: Viehhändler; geboren 14.1.1898 in Haste; ca. 1932 bis 1938 in Syke wohnhaft, später in Bremen, Bornstraße 5; am 18.11.1941 von Bremen nach Minsk deportiert, dort ermordet ----------------------------------------------------------- Berta Grünberg war die Tochter des Viehhändlers Carl Grünberg und die Schwester von Siegfried Grünberg. Mit ihm führte sie einen gemeinsamen Haushalt in Syke. |
|      | Hier wohnte / Louis / Löwenstein / Jg. 1884 / deportiert 1941 / Minsk / ermordet ----------------------------------------------------------- Hier wohnte / Henny / Löwenstein / geb. Jacobsohn / Jg. 1896 / deportiert 1941 / Minsk / ermordet ----------------------------------------------------------- Hier wohnte / Lisbeth / Löwenstein / Jg. 1922 / deportiert 1941 / Minsk / ermordet ----------------------------------------------------------- Hier wohnte / Herbert / Löwenstein / Jg. 1925 / deportiert 1941 / Minsk / ermordet | Ernst-Boden-Str. 7 (Lage) | 2006-06-11 --------------------- 2006-06-11 --------------------- 2006-06-11 --------------------- 2006-06-11                                  | Louis Löwenstein; Beruf: Viehhändler; geboren 28.5.1884 in Lavelsloh; 1930 bis 1939 wohnhaft in Syke, später in Bremen, Neuenstraße 65; am 18.11.1941 von Bremen nach Minsk deportiert, dort ermordet ----------------------------------------------------------- Henny Löwenstein, geborene Jacobsohn; Beruf: Hausfrau; geboren 22.6.1896 in Barenburg; 1930 bis 1939 in Syke wohnhaft, später in Bremen, Neuenstraße 65; am 18.11.1941 von Bremen nach Minsk deportiert, dort ermordet ----------------------------------------------------------- Lisbeth Löwenstein; Beruf: Hausgehilfin; geboren 30.4.1922 in Lavelsloh; 1930 bis 1939 wohnhaft in Syke, später in Bremen, Neuenstraße 65; am 18.11.1941 von Bremen nach Minsk deportiert, dort ermordet ----------------------------------------------------------- Herbert Löwenstein; geboren 16.12.1925 in Lavelsloh; 1930 bis 1939 wohnhaft in Syke, später in Bremen, Neuenstraße 65; am 18.11.1941 von Bremen nach Minsk deportiert, dort ermordet |
|      | Hier wohnte / Emilie Philipps / Jg. 1890 / deportiert 1941 / ermordet in / Łódź ----------------------------------------------------------- Hier wohnte / Hugo Philipps / Jg. 1888 / deportiert 1941 / Minsk / ermordet ----------------------------------------------------------- Hier wohnte / Rosa Philipps / Jg. 1897 / deportiert 1941 / Minsk / ermordet ----------------------------------------------------------- Hier wohnte / Curt Philipps / Jg. 1924 / deportiert 1941 / Minsk / ermordet ----------------------------------------------------------- Hier wohnte / Alfred Philipps / Jg. 1929 / deportiert 1941 / Minsk / ermordet | Georgstr. 4 (Lage)        | 2011-11-07 --------------------- 2007-04-19 --------------------- 2007-04-19 --------------------- 2007-04-19 --------------------- 2007-04-19 | Emilie, genannt Mila, Philipps war die Tochter des Viehhändlers Albert Philipps und dessen Ehefrau Thekla geb. Leiser. ----------------------------------------------------------- Hugo Philipps; Beruf: Viehhändler; geboren 22.12.1888 in Duisburg-Meiderich; 1912 bis 1936 wohnhaft in Syke, später in Bremen, Lützowstraße 156; am 18.11.1941 von Bremen nach Minsk deportiert, dort ermordet ----------------------------------------------------------- Rosalie, genannt Rosa, Philipps; Beruf: Hausgehilfin; geboren 1.3.1897 in Duisburg; 1912 bis 1936 wohnhaft in Syke, später in Bremen, Warnkengang 9; am 18.11.1941 von Bremen nach Minsk deportiert, dort ermordet ----------------------------------------------------------- Curt Philipps; Beruf: Schlosser; geboren 21.11.1924 in Syke; 1936 bis 1939 im „Jüdischen Waisenhaus für Westfalen und Rheinland zu Paderborn“, später wohnhaft in Hannover, Bremen und Hamburg; am 18.11.1941 von Hamburg nach Minsk deportiert, dort ermordet ----------------------------------------------------------- Alfred Philipps; geboren 15.3.1929 in Syke; 1935 bis 1941 wohnhaft in Bremen, Ellhornstraße 34 und Lützowerstraße 156; am 18.11.1941 von Bremen nach Minsk deportiert, dort ermordet |
|      | Hier wohnte / Minna de Leeuw / geb. Davidsohn / Jg. 1868 / Flucht in den Tod / 1937 | Gesseler Str. 3 (Lage)    | 2007-04-19 | Minna de Leuuw (geb. Davidsohn); geboren 8.2.1868 in Hörkamp; 1886 bis 1937 in Syke wohnhaft; gestorben 12. oder 13. Dezember 1937 in Syke (Suizid) |
|      | Hier wohnte / Johanne Harf / Jg. 1879 / deportiert 1942 / Ghetto Warschau / ??? | Hauptstr. 26 (Lage)       | 2007-04-19 | Johanne Harf; Beruf: Hausangestellte; geboren 1. November 1879 in Syke; 1939 bis 1941 in Bremen und Hoya wohnhaft; am 31.3.1942 nach Warschau deportiert |
|      | Hier wohnte / Siegfried / Löwenstein / Jg. 1889 / deportiert 1941 / Minsk / ermordet ----------------------------------------------------------- Hier wohnte / Dora / Löwenstein / geb. Stern / Jg. 1888 / deportiert 1941 / Minsk / ermordet ----------------------------------------------------------- Hier wohnte / Grete Goldschmidt / geb. Löwenstein / Jg. 1922 / deportiert 1942 / Riga / 1944 Stutthof / ermordet ----------------------------------------------------------- Hier wohnte / Johanne Löwenstein / Jg. 1893 / deportiert 1941 / Minsk / ermordet                                                                           | Herrlichkeit 13 (Lage)    | 2006-06-11 --------------------- 2006-06-11 --------------------- 2011-11-07 --------------------- 2006-06-11                                  | Siegfried Löwenstein; Beruf: Schlachter; geboren 3.7.1889 in Syke; 1937 bis 1941 in Bremen, Auricher Straße 5, und in Westerbeck wohnhaft; am 18.11.1941 von Bremen nach Minsk deportiert, dort ermordet ----------------------------------------------------------- Dora Löwenstein geb. Stern; geboren 10.3.1888 in Ostercappeln; ca. 1920 bis 1937 in Syke wohnhaft, später in Bremen, Auricher Straße 5, und in Westerbeck; am 18.11.1941 von Bremen nach Minsk deportiert, dort ermordet ----------------------------------------------------------- Grete Goldschmidt geb. Löwenstein; geboren 1922 als Tochter des Syker Schlachtermeisters Siegfried Löwenstein und dessen Ehefrau Dora, geborene Stern; Beruf: Hausgehilfin; bis 1937 wohnhaft in Syke, danach in Westerbeck und in Gelsenkirchen. ----------------------------------------------------------- Johanne Löwenstein; Beruf: Hausgehilfin; geboren 16.9.1893 in Syke; 1937 bis 1941 wohnhaft in Bremen, Gartenweg 3 bzw. Westerstraße 28; am 18.11.1941 von Bremen nach Minsk deportiert, dort ermordet |
|      | Hier wohnte Minna Deichmann / geb. Kahn / Jg. 1880 / deportiert 1941 / Minsk / ermordet ----------------------------------------------------------- Hier wohnte / Ruth Obermeier / geb. Deichmann / Jg. 1913 / deportiert 1941 / Minsk / ermordet ----------------------------------------------------------- Hier wohnte / August Deichmann / Jg. 1880 / deportiert 1941 / Minsk / ermordet ----------------------------------------------------------- Hier wohnte / Fredy Deichmann / Jg. 1910 / deportiert 1941 / Minsk / ermordet | Nienburger Str. 15 (Lage) | 2006-06-11 --------------------- 2007-04-19 --------------------- 2006-06-11 --------------------- 2006-06-11                                  | Melanie, genannt Minna, Deichmann geb. Kahn; Beruf: Hausfrau; geboren 18.7.1880 in Bous (Luxemburg); 1909 bis 1941 wohnhaft in Syke und im November 1941 in Bremen, Kaufmannsmühlenkamp 5; am 18.11.1941 von Bremen nach Minsk deportiert, dort ermordet ----------------------------------------------------------- Ruth Obermeier geb. Deichmann; geboren 15.10.1913 in Syke; 1941 wohnhaft in Bremen, Wartburgstraße 31/33; am 18.11.1941 von Bremen nach Minsk deportiert, dort ermordet ----------------------------------------------------------- August Deichmann; Beruf: Kaufmann; geboren 5.6.1880 in Hoya; 1909 bis 1941 wohnhaft in Syke; am 10.11.1938 verhaftet und in das KZ Buchenwald verschleppt; im November 1941 wohnhaft in Bremen, Kaufmannsmühlenkamp 5; am 18.11.1941 von Bremen nach Minsk deportiert, dort ermordet ----------------------------------------------------------- Fredy Deichmann; Beruf: Kaufmann, Kontorist, Bauarbeiter; geboren 30.12.1910 in Syke; bis 1941 in Syke wohnhaft; am 10.11.1938 verhaftet und in das KZ Buchenwald verschleppt; am 18.11.1941 von Bremen nach Minsk deportiert, dort ermordet; Todestag: 6.11.1944                                                                                  |